# اتحاد کسب و کار وکلای مهاجرت
اتحاد وکلای دادگستری مهاجرت تجاری (ABIL) یک اتحاد جهانی از ۳۶ شرکت حقوقی و ۱۰۰۰ متخصص حقوقی است که خدمات حقوقی مهاجرتی را برای شرکت‌هایی در ۵۰ کشور جهان ارائه می‌دهد (۱۷ مورد شامل اعضای ABIL، و بقیه شامل شرکت‌های وابسته). خدمات آنها شامل کمک به شرکتها در زمینه برنامه‌ریزی استراتژیک برای تکالیف موقت و جابجایی‌های طولانی مدت، نگرانی در مورد مهاجرت کارمندان و خانواده‌های آنها، پیروی از وضعیت مهاجرت خاص کشور و الزامات مجوز کار مشاوره دولت، و تهیه و ارائه اسناد قانونی لازم است.

## خدمات ارائه شده
ABIL به تعدادی از صنایع در ایالات متحده و جهان از جمله کشاورزی، هنر و سرگرمی، خودرو، بیوتکنولوژی، ساخت و ساز، مشاوره، آموزش، انرژی، خدمات مالی، مراقبت‌های بهداشتی، مهمان نوازی، فناوری اطلاعات، تولید، داروسازی، کارگران مذهبی و ورزش خدمات می‌کند. .

## لابی و وکالت
ABIL سرمایه ای غیرانتفاعی برای حمایت از تغییرات در رژیم مهاجرت، با تمرکز ویژه ایالات متحده، تأمین کرده‌است. به عنوان مثال، این بودجه اولیه برای کتاب داستانهای گرین کارت را به مرکز سیاست مهاجرت (شعبه ای از شورای مهاجرت آمریکا) اختصاص داده‌است. همچنین یکی از بیش از ۴۵۰ گروه تجاری بود که در نامه ای سرگشاده به کنگره ایالات متحده برای تصویب اصلاح مهاجرت وارد عمل شد.

## اعضا
ABIL توسط وکیل مهاجرت آنجلو پاپارلی تأسیس شد، وی همچنین به عنوان اولین رئیس این سازمان فعالیت کرد. پاپارلی وب سایت وبلاگ خود را با نام «ملت مهاجران» و همچنین به Immigration Daily، یک وب سایت پیشرو در زمینه مهاجرت ایالات متحده مدیریت می‌کند.
رئیس فعلی ABIL شارون مهلمن، شریک مدیریت یک شرکت حقوقی مهاجرت در سن دیگو، کالیفرنیا است.